# トリコストロンギルス属
トリコストロンギルス属（学名：Genus Trichostrongylus）とは、ヒツジ、ヤギ、ウシ、ラクダ、ブタ、ヒト、サルの小腸に寄生する線虫の1属。哺乳類に寄生するものとして30種以上が記載されている。感染様式は経口感染であり、プレパテント・ピリオドは15-23日。体長は皺胃毛様線虫 T. axei では♂2.3-6.0mm、♀3.2-8.0mm、蛇状毛様線虫 T. colubriformis では♂4.3-7.7mm、♀5.0-8.6mm。濃厚感染例では宿主が死亡することもある。